# L'Écho des Savanes
L'Écho des Savanes es una revista de historietas francesa, fundada en mayo de 1972 por Claire Bretécher, Marcel Gotlib, y Nikita Mandryka.

Los fundadores en 1973
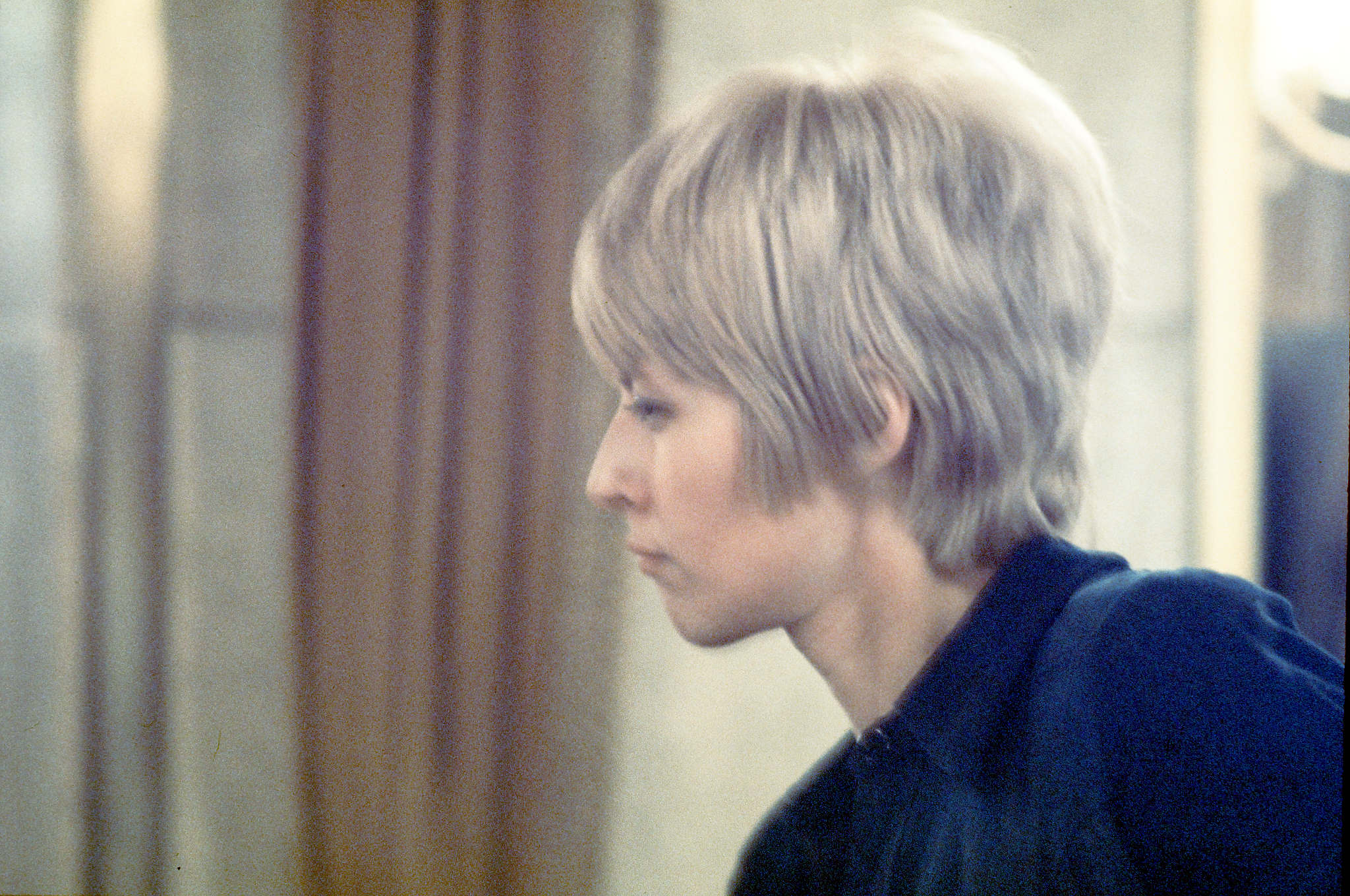
Claire Bretécher
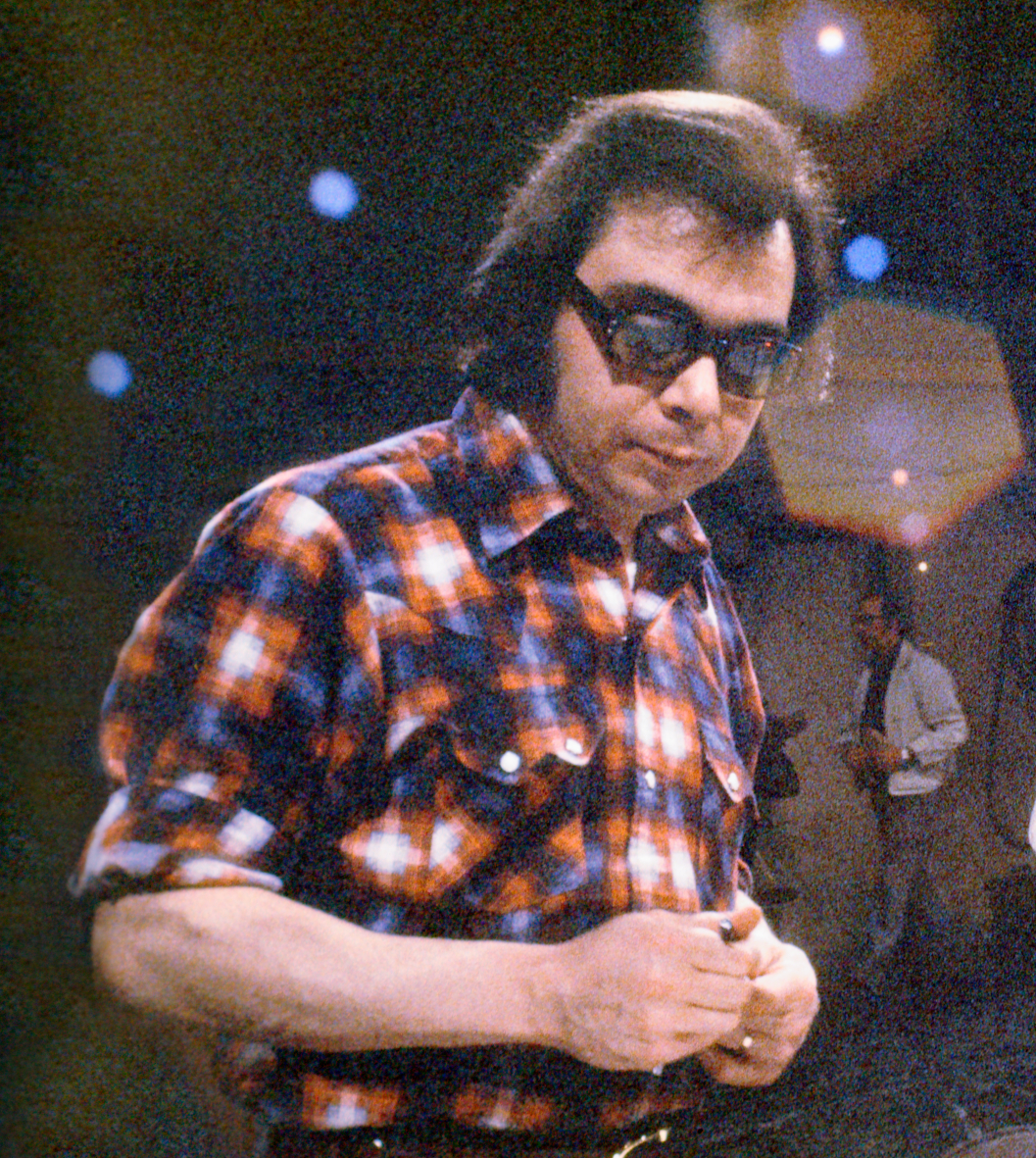
Marcel Gotlib
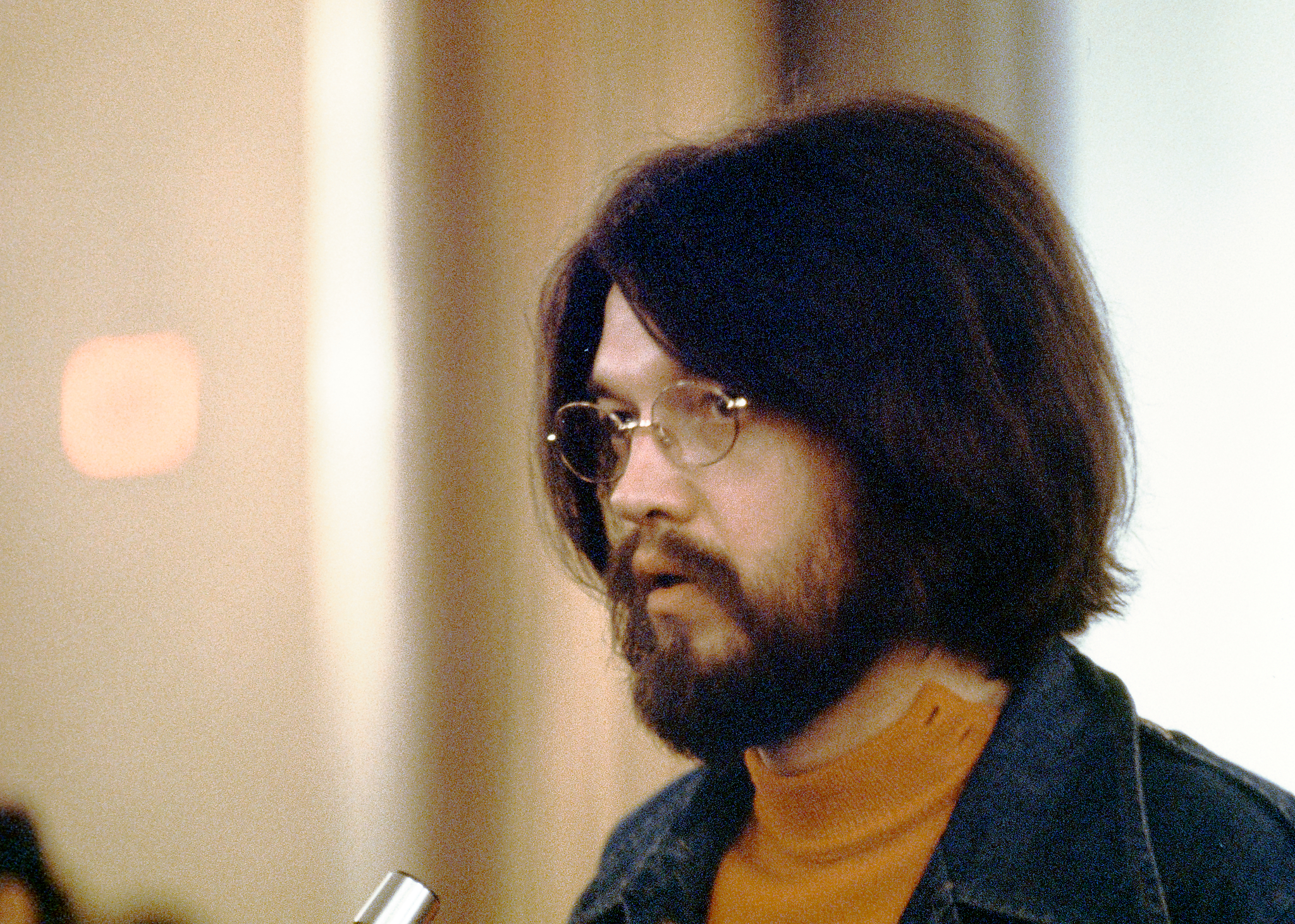
Nikita Mandryka

| Números       | Fecha     | Título           | Autoría                             | Procedencia        |
| ------------- | --------- | ---------------- | ----------------------------------- | ------------------ |
| 17, 20, 23... | 1976      | Jack Palmer      | René Pétillon                       |                    |
| 49, 55-76     | 1979      | El cerdo Edmundo | Martin Veyron/Jean-Marc Rochette    | Nueva              |
| 75-82         | 1980      | Ranxerox         | Stefano Tamburini/Tanino Liberatore |                    |
|               | 1983      | Le déclic        | Milo Manara                         | "Playmen" (Italia) |
|               | 1985-1991 | La survivante    | Paul Gillon                         |                    |
|               | 1987      | Mujeres Fatales  | Mique Beltrán/Max                   | Complot!           |

La revista desapareció en diciembre del 2006 por el descenso de ventas.
El 28 de marzo del 2008, Glénat reanudó la publicación la revista, con una tirada de 120.000 ejemplares y con la dirección de Didier Tronchet.